# Anemone yezoensis
Anemone yezoensis là một loài thực vật có hoa trong họ Mao lương. Loài này được (Miyabe) Koidz. mô tả khoa học đầu tiên năm 1917.